# Vida y destino (serie de televisión)
Vida y destino (en ruso: Жизнь и судьба, romanización Zhizn i Sudbá) es una serie de televisión rusa aparecida en 2012. Tiene 12 capítulos. Fue emitida por la cadena Rossiya 1. Se basa en la novela Vida y destino de Vasili Grossman.
El 9 de junio de 2014, la serie comenzó a ser transmitida en México por el Canal 22.

## Argumento
La serie está ambientada en la Batalla de Stalingrado de la Segunda Guerra Mundial. Trata de las experiencias vividas por la familia Sháposhnikov en aquel tiempo. El personaje principal es Víctor Shtrum, físico judío casado con Liudmila Sháposhnikova. La trama consiste en una crítica del estalinismo y del tipo de vida que llevaban los habitantes de la Unión Soviética durante el régimen comunista.

## Reparto
| Actor                | Personaje                |
| -------------------- | ------------------------ |
| Serguéi Makovetski   | Víctor Shtrum            |
| Aleksandr Baluev     | Nikolái Krímov           |
| Yevgeni Diatlov      | Piotr Nóvikov            |
| Serguéi Puskepalis   | Iván Grekov              |
| Lika Nifontova       | Liudmila                 |
| Anton Kuznetsov      | Iván Berozkin            |
| Polina Agureyeva     | Yevguenia Sháposhnikova  |
| Anna Mikhalkova      | Maria Sokolov            |
| Vera Panfilova       | Nadia Shtrum             |
| Polina Pushkaruk     | Katia Vengrova           |
| Nikita Tezin         | Tolia Shtrum             |
| Vladimir Simonov     | Alexei Shishakov         |
| Rustem Yuskayev      | Piotr Sokolov            |
| Konstantin Shelestun | Vasili Klimov            |
| Anatoli Gushchin     | Glushkov                 |
| Aleksandr Nikolski   | Pivovarov                |
| Viktor Shulyakovski  | Dreling                  |
| Yulian Malakyants    | Lavrenti Beria           |
| Konstantin Topolaga  | Aleksandr Vasilevski     |
| Serguéi Tsepov       | Vasili Chuikov           |
| Serguéi Shekhovtsov  | Andréi Yeriómenko        |
| Aleksandr Aravushkin | Stepan Guryev            |
| Igor Liakh           | Nikolái Batiuk           |
| Anatoli Ustinov      | Kuzma Gurov              |
| Olga Dzisko          | Aleksandra Sháposhnikova |
| Vadim Yatsuk         | 1 Petrushkov             |
| Viktor Yatsuk        | 2 Petrushkov             |
| Dmitri Kulichkov     | Soshkin                  |
| Dmitri Gusev         | Zhikharev                |
| Yuri Loparov         | Poliakov                 |
| Yuri Itskov          | Grishin                  |
| Yelena Kazarinova    | Verka Glukhareva         |
| Ivan Lapin           | Shuglin                  |
| Dmitri Rodonov       | Sablin                   |
| Vladimir Gusev       | Tolbukhin                |
| Yevgeni Mundum       | Soldado alemán           |

## Premios
En 2014 la serie fue ganadora del Águila dorada, premio otorgado por la Academia nacional de artes y ciencias cinematográficas de Rusia, en tres categorías: 
- Mejor serie de televisión (11 episodios o más).
- Mejor actriz de televisión: Polina Agureyeva
- Mejor actor de televisión: Sergei Makovetsky

La serie también tenía las nominaciones de Aleksandr Baluev como mejor actor de televisión y la de Anna Mikhalkova como mejor actriz de televisión.